# Kelly Oliver
Kelly Oliver (Spokane, Washington, 28 de julio de 1958) es una filósofa, feminista, escritora, académica estadounidense, con especialización en feminismo, filosofía política y ética. Desarrolla actividades académicas y científicas en el profesorado W. Alton Jones de filosofía en la Universidad Vanderbilt en Nashville, Tennessee. Ha sido la fundadora de la revista feminista filosófica philoSOPHIA.
Oliver es autora de quince libros académicos, seis volúmenes editados y docenas de artículos académicos. Sus libros incluyen:
- Carceral Humanitarianism: The Logic of Refugee Detention (2017),

- Hunting Girls: Sexual Violence from The Hunger Games to Campus Rape (2016),

- Earth and World: Philosophy After the Apollo Missions (2015).[2]

Y, como novelista es la autora de:
- The Jessica James Mysteries, incluyendo Wolf, Coyote, Fox.[3]

## Educación y carrera
Oliver es aborigen de Spokane, Washington, la mayor de cuatro hijos (tres niñas y un varón). Su padre era leñador.
A ambos lados de la familia, sus antepasados fueron de los primeros en establecerse en el mango de Idaho. En 1979, obtuvo su BA en filosofía y en comunicaciones por la Universidad Gonzaga; y, en 1987, su PhD en filosofía por la Universidad del Noroeste. Antes de desplazarse a Vanderbilt en 2005, enseñó en los Departamentos de filosofía de las universidades de Virginia Occidental, Texas en Austin, Stony Brook.

## Obra

### Algunas publicaciones
- (2018) Family Values: Subjects Between Nature and Culture, 256 p. (Routledge, 2018) ISBN 1317958977, ISBN 9781317958970 .

- (2016) Wolf: A Jessica James Mystery, 316 p. (Kaos Press, 2016) ISBN 0692685367, ISBN 9780692685365

- (2015) Earth and World: Philosophy After the Apollo Missions, 352 p. (Columbia University Press, 2015) ISBN 0231539061, ISBN 9780231539067 ; aquí, Oliver explora reacciones por las imágenes a color, incluyendo Earthrise y The Blue Marble, tomadas durante las misiones de Apolo de finales de los sesenta y principios de los setenta. Al examinar la retórica que rodea a esas fotografías, identifica una tensión entre el nacionalismo y el cosmopolitismo; que marcará el tono de este libro. Comenzando con Immanuel Kant, Oliver sigue un camino de pensar nuestras relaciones entre nosotros a través de nuestra relación con la Tierra, desde las doctrinas de Kant, basándose en el hecho de que compartimos la superficie limitada de la Tierra. A través de Hannah Arendt y Martin Heidegger las advertencias de que al salir de la superficie de la Tierra, ponemos en peligro no solo la política sino también nuestro ser como humanos, hasta las últimas meditaciones de Jacques Derrida sobre el mundo singular de cada humano. La pregunta guía que motiva el libro de Oliver es: ¿Cómo podemos compartir la Tierra con aquellos con quienes ni siquiera compartimos un mundo?

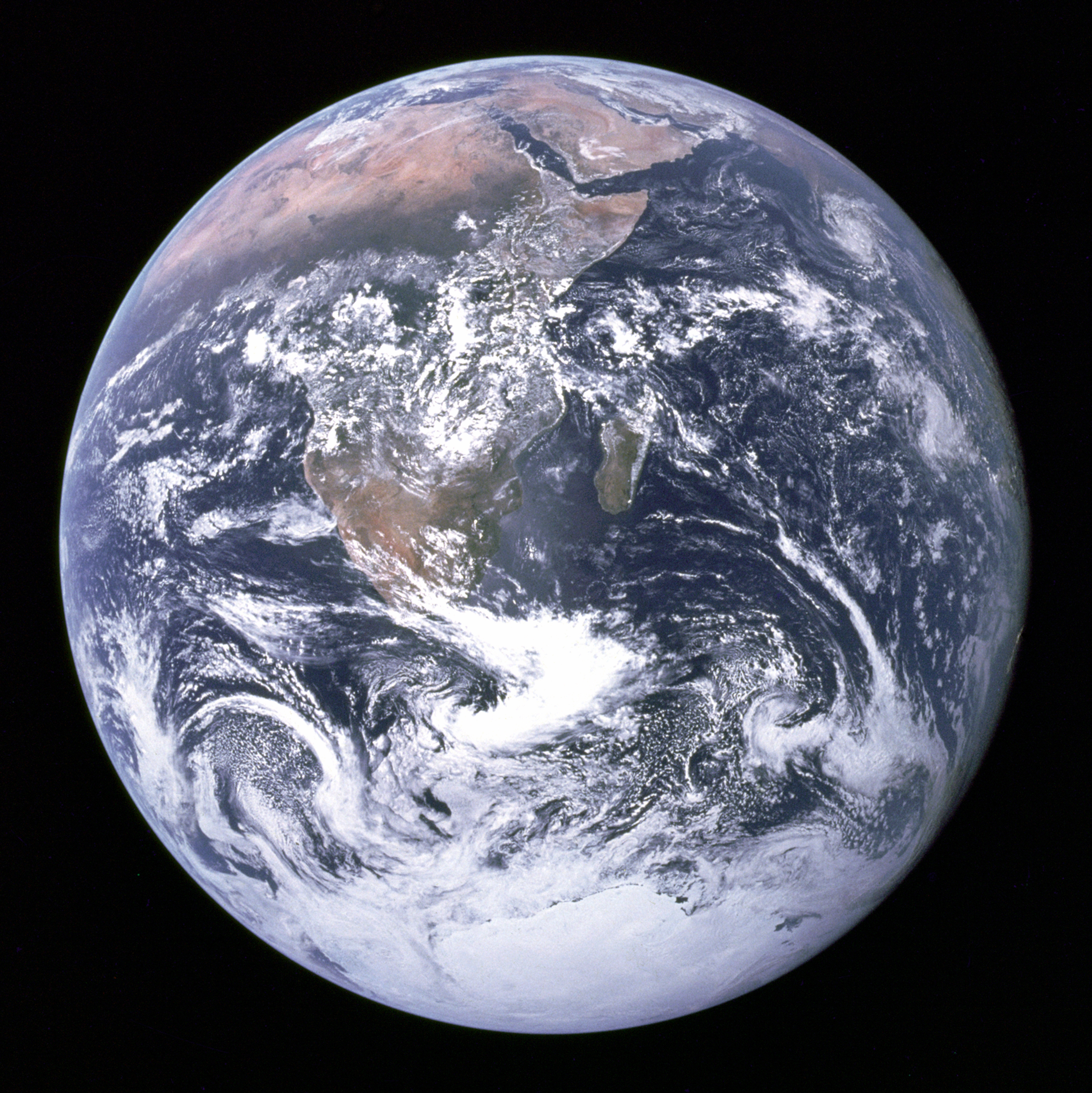
La canica azul, 7 de diciembre de 1972.

- (2013) Technologies of Life and Death: From Cloning to Capital Punishment, 260 p. (Fordham 2013) ISBN 082325108X, ISBN 9780823251087

- (2010) Knock me up, Knock me down: Images of Pregnancy in Hollywood Film (Columbia University Press, 2010)

- (2009) Animal Lessons: How They Teach Us to Be Human, 364 p. (Columbia University Press, 2009) ISBN 0231147279, ISBN 9780231147279

- (2007) Women as Weapons of War: Iraq, Sex, and the Media, 224 p. (Columbia University 2007) ISBN 0231512457, ISBN 9780231512459

- (2005) Witnessing: Beyond Recognition (University of Minnesota, 2001),[6]

- (2004) The Colonization of Psychic Space: A Psychoanalytic Social Theory of Oppression (University of Minnesota, 2004)

- (2001) Witnessing: Beyond Recognition. References, Information and Interdisciplinary Subjects Series, 251 p. (U of Minnesota Press, 2001) ISBN 0816636281, ISBN 9780816636280

- (1998) Subjectivity Without Subjects: From Abject Fathers to Desiring Mothers, 207 p. (Rowman & Littlefield 1998) ISBN 0847692531, ISBN 9780847692538

- (1997) Family Values: Subjects Between Nature and Culture (Routledge 1997)

- (1995) Womanizing Nietzsche: Philosophy's Relation to the "Feminine", 225 p. (Routledge 1995) ISBN 0415906822, ISBN 9780415906821

- (1993) Reading Kristeva: Unraveling the Double-bind, 218 p. (Indiana University 1993) ISBN 0253341736, ISBN 9780253341730